# Kongregation vom Unbefleckten Herzen Mariens
Die Kongregation vom Unbefleckten Herzen Mariens (lat.: Congregatio Immaculati Cordis Mariae; Ordenskürzel: CICM) ist ein römisch-katholischer Männerorden, der anfangs für die Chinamission bestimmt war.

## Geschichte
Der Orden wurde 1862 in Scheut, einem Stadtteil der Brüsseler Vorstadt Anderlecht, von dem belgischen Weltpriester Théophile Verbist gegründet. Er wurde am 20. Juli 1900 durch Papst Leo XIII. kirchlich anerkannt. Die offizielle kirchliche Ordensbezeichnung verweist auf die Spiritualität dieser Gemeinschaft, in deren Mittelpunkt die besondere Verehrung des Unbefleckten Herzens der Gottesmutter Maria steht.
Zunächst stand die Missionierung des Kaiserreichs China im Mittelpunkt der missionarischen Interessen seitens des Ordensgründers. Später erweiterte sich der Missionsauftrag auf die ganze Welt. Zurzeit arbeiten mehr als 1000 Priester- und Brudermönche in 23 Staaten auf allen Kontinenten.
Im deutschen Sprachraum ist die Gemeinschaft bekannt unter den Namen:
- Kongregation vom Unbefleckten Herzen Mariae
- Missionare der Scheut-Gesellschaft
- Missionare von Scheut
- Scheut-Missionare
- Scheutvelder Missionare

## Generalsuperiore
1. Théophile Verbist (1862 – 1865)
2. Frans Vranckx (1869 – 1888)
3. Jeroom Van Aertselaer (1888 – 1898)
4. Adolf Van Hecke (1898 – 1908)
5. Albert Botty (1908 – 1909)
6. Florent Mortier (1909 – 1920)
7. Joseph Rutten (1920 – 1930)
8. Constantin Daems (23. Juni 1930 – 11. Dezember 1934)
9. Jozef Vandeputte (1935 – 1957)
10. Frans Sercu (1957 – 1961)
11. Omer Degrijse (1961 – 1967)
12. Wim Goossens (1967 – 1974)
13. Paul Van Daelen (1974 – 1987)
14. Michel Decraene (1987 – 1993)
15. Jacques Thomas (1993 – 1999)
16. Jozef Lapauw (20. September 1999 – 23. Juli 2005)
17. Edouard Tsimba Ngoma (2005 – 2011)

## Bekannte Ordensangehörige
- Louis Van Dyck (1862–1937), Apostolischer Vikar von Hohhot in der südlichen Mongolei, China
- Godfried Frederix (1866–1938), Apostolischer Vikar in Nord-Kansu und später von Ningsia [Yinchuan] in China
- Everard ter Laak (1868–1931), Apostolischer Vikar von Chahar, in China
- Leo Bittremieux (1880–1946), Missionar im Kongo, Sprachforscher und Ethnologe im Mayombe-Land
- Edmond van Genechten (1903–1974), Missionar in China und Kunstmaler
- William Brasseur (1903–1993), Titularbischof von Agathonice und Apostolischer Vikar von Mountain Province (Montagnosa), Philippinen
- Félix Scalais (1904–1967), Erzbischof von Léopoldville, Kongo
- François Van den Berghe (1907–1976), Bischof von Budjala, Kongo
- Dries van Coillie (1912–1998), Missionar in China und Buchautor
- Jan Van Cauwelaert (1914–2016), Bischof von Inongo, Kongo
- Jan Pieter Kardinal Schotte (1928–2005), Generalsekretär der Bischofssynode und Präsident des Arbeitsamts des Apostolischen Stuhls
- Frédéric Etsou-Nzabi-Bamungwabi (1930–2007), Erzbischof von Kinshasa, Kongo
- Carlito Cenzon (1939–2019), Bischof von Baguio, Philippinen
- Wenceslao Selga Padilla (1949–2018), Bischof von Ulan Bator, Mongolei